# Elisa De Almeida
Elisa De Almeida, née le 11 janvier 1998 à Châtenay-Malabry (Hauts-de-Seine), est une footballeuse internationale française évoluant aux postes de défenseure centrale et d'arrière latérale au Paris Saint-Germain.

## Biographie

### En club
Elisa De Almeida commence à jouer au football à l'âge de 5 ans à Épinay-sur-Orge. Elle y jouera jusqu'en 2012 notamment au poste d'attaquante. Après un passage d'un an au club de Villebon-sur-Yvette, elle rejoint en 2013 le site du Football Club féminin de Juvisy, champion de France en 2005-2006 et vice-champion de France en 2011-2012 du Championnat de France de football féminin.
Au début de la saison 2016-2017, Elisa De Almeida est considérée comme une joueuse à gros potentiel.
Elle va jouer à seulement 18 ans son premier match de D1 le 10 décembre 2016 face au Paris Saint-Germain et est titularisée pour la première fois à 19 ans le 12 février 2017 face à l'Olympique lyonnais, 11 fois champion de France en titre. Le Football Club féminin de Juvisy terminera la saison à la 5ème place du Championnat de France de football féminin 2016-2017. Le 26 juin 2017, elle signe son premier contrat professionnel. Durant l'été 2017, le club fusionne avec le Paris Football Club et accède ainsi au statut professionnel. Lors de la saison 2017-2018, elle a été titularisée notamment lors des trois plus gros matches de la face à l'Olympique lyonnais, au Paris Saint-Germain et Montpellier.

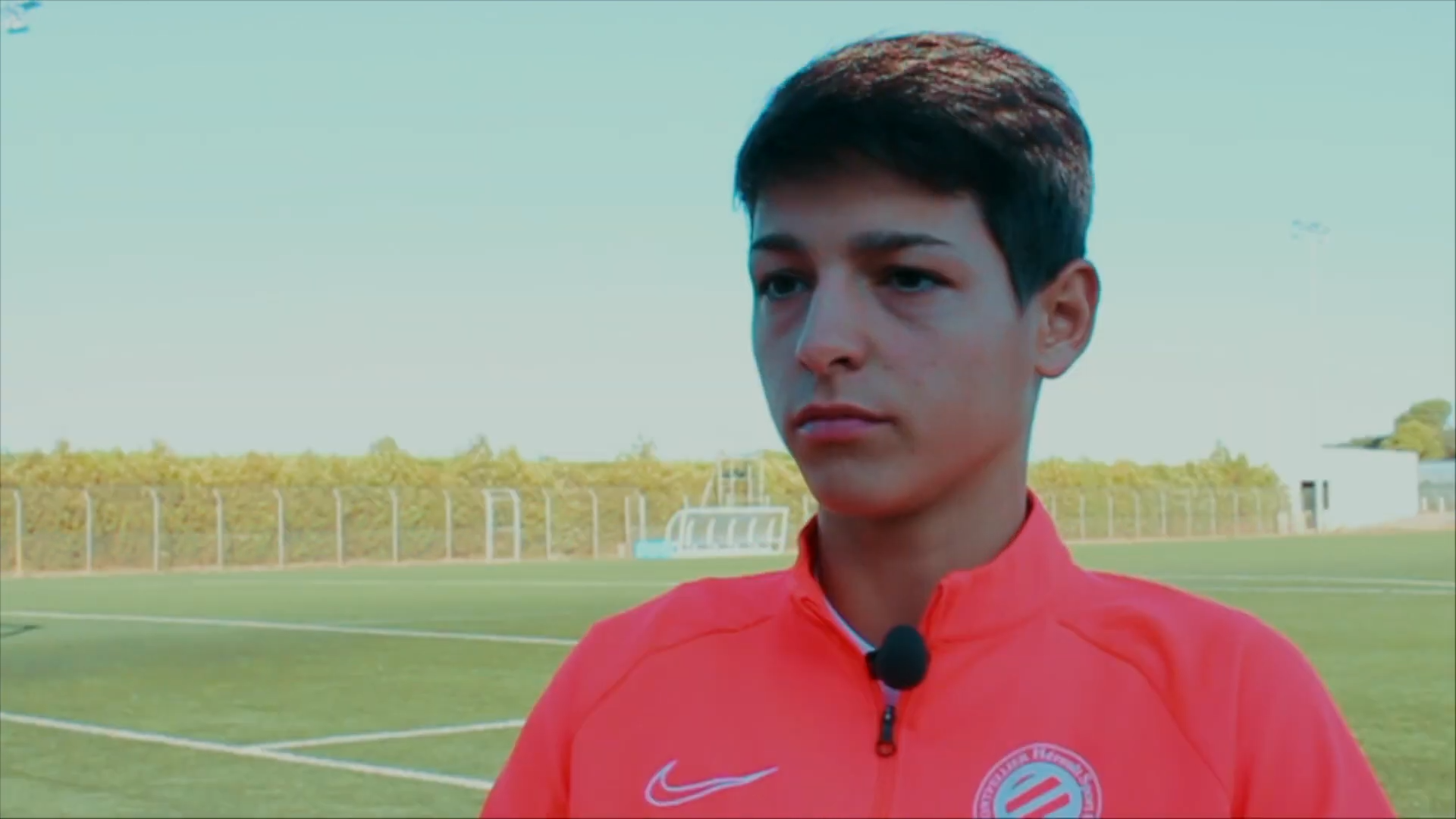
Elisa De Almeida avec le MHSC en 2019.

Elle signe avec le Montpellier Hérault SC le 13 juin 2019.
Le 8 juillet 2021, elle signe avec le Paris Saint-Germain.

### En sélection
Elisa De Almeida connaît sa première sélection avec l'équipe de France féminine de football des moins de 17 ans le 18 février 2015 face à l'Allemagne en amical. Elle va également être convoquée pour un match de qualification pour le Championnat d'Europe de football féminin des moins de 17 ans 2015 face à la Slovaquie le 25 mars 2015. Le 19 juin 2015, elle fait partie de la liste des 20 joueuses choisies par la sélectionneuse Sandrine Soubeyrand pour participer à l'Euro féminin des moins de 17 ans organisé en Islande du 22 juin au 4 juillet 2015. Elle jouera notamment la demi-finale face à l'Espagne perdue aux tirs au but.
Elisa De Almeida est à nouveau appelée en sélection le 7 avril 2016 par Gilles Eyquem, le sélectionneur de l'Équipe de France féminine de football des moins de 19 ans, pour affronter la Grèce en match de qualification pour le Championnat d'Europe de football féminin des moins de 19 ans 2016. Le 9 juillet 2016, elle fait partie des 18 joueuses retenues parmi les 26 qui avaient participé au stage de préparation. Elle se blesse contre la Slovaquie lors du premier match de groupe et est remplacée par Louise Fleury. Le 31 juillet 2016, les Bleuettes sont sacrées championne d'Europe en battant l'Espagne en finale.
Elisa De Almeida participe lors de l'été 2017 à l'épopée des Bleuettes lors du Championnat d'Europe de football féminin des moins de 19 ans 2017 qui verra les filles de Gilles Eyquem s'incliner 3-2 en finale contre l'Espagne.
Les 3 octobre et le 3 novembre 2017, elle est sélectionnée par Gilles Eyquem en stage de préparation au CNF Clairefontaine avec la sélection des moins de 20 ans en vue de la coupe du monde de football féminin des moins de 20 ans 2018 qui aura lieu en France du 5 au 24 août 2017.
Elle connaît sa 1re sélection en A le 4 octobre 2019.
Elle est sélectionnée pour le Mondial 2023 en Australie et en Nouvelle-Zélande. Elle est considérée comme la meilleure joueuse du quart de finale face à l'Australie, réalisant un sauvetage sur la ligne de but.
Le 5 juin 2025, elle figure dans la liste des 23 joueuses retenues par Laurent Bonadei pour disputer le Championnat d'Europe en Suisse.

## Style de jeu
Elisa De Almeida est très à l'aise techniquement. Plutôt grande, elle a un bon jeu aérien. Physique et rapide, elle est très rarement prise en faute lors d'un duel. Défenseure très solide malgré son jeune âge et très calme sur le terrain, elle a également une bonne anticipation et une excellente relance qui lui permet d'offrir des solutions offensives et des relais au milieu de terrain.

## Statistiques
| Saison                | Club                  | Championnat           | Championnat | Championnat | Coupe(s) nationale(s) | Coupe(s) nationale(s) | Compétition(s) continentale(s) | Compétition(s) continentale(s) | Compétition(s) continentale(s) | Sélection  | Sélection | Sélection | Total | Total |
| Saison                | Club                  | Division              | M.          | B.          | M.                    | B.                    | Comp.                          | M.                             | B.                             | Équipe     | M.        | B.        | M.    | B.    |
| 2016-2017             | FCF Juvisy            | Division 1            | 6           | 0           | -                     | -                     | -                              | -                              | -                              | France U19 | 7         | -         | 13    | 0     |
| 2017-2018             | Paris Football Club   | Division 1            | 17          | 0           | 1                     | 0                     | -                              | -                              | -                              | -          | -         | -         | 18    | 0     |
| 2018-2019             | Paris Football Club   | Division 1            | 16          | 0           | 3                     | 0                     | -                              | -                              | -                              | France U20 | 4         | -         | 23    | 0     |
| Sous-total            | Sous-total            | Sous-total            | 39          | 0           | 4                     | 0                     | -                              | -                              | -                              | -          | 11        | 0         | 54    | 0     |
| 2019-2020             | Montpellier           | Division 1            | 10          | 0           | -                     | -                     | -                              | -                              | -                              | France     | 1         | -         | 11    | 0     |
| 2020-2021             | Montpellier           | Division 1            | 20          | 0           | 1                     | 0                     | -                              | -                              | -                              | France     | 9         | 3         | 30    | 3     |
| Sous-total            | Sous-total            | Sous-total            | 30          | 0           | 1                     | 0                     | -                              | -                              | -                              | -          | 10        | 3         | 41    | 3     |
| 2021-2022             | Paris Saint Germain   | Division 1            | 18          | 0           | 4                     | 0                     | C1(F)                          | 8                              | -                              | France     | 4         | -         | 34    | 0     |
| 2022-2023             | Paris Saint Germain   | Division 1            | 18          | 0           | 3                     | 0                     | C1(F)                          | 7                              | -                              | France     | 9         | -         | 37    | 0     |
| 2023-2024             | Paris Saint Germain   | Division 1            | 4           | 0           | 0                     | 0                     | C1(F)                          | 2                              | -                              | France     | 3         | -         | 9     | 0     |
| Sous-total            | Sous-total            | Sous-total            | 36          | 0           | 7                     | 0                     | -                              | 15                             | -                              | -          | 13        | 0         | 71    | 0     |
| Total sur la carrière | Total sur la carrière | Total sur la carrière | 105         | 0           | 12                    | 0                     | -                              | 15                             | -                              | -          | 34        | 3         | 166   | 3     |

## Palmarès

### En club

#### Paris Saint-Germain
- Vainqueure de la Coupe de France en 2022 (1)
- Vainqueure de la Coupe de France en 2024 (2)

### En sélection
Équipe de France U-19 :
- Vainqueure du Championnat d'Europe U19 en 2016 (1)
- Finaliste du Championnat d'Europe U19 en 2017

### Distinctions personnelles
- Nommée dans l'équipe-type de Division 1 féminine aux Trophées UNFP du football 2023[28]
- Nommée dans l'équipe-type de Division 1 féminine aux Trophées UNFP du football 2024[29]

## Vie privée
Elle poursuit parallèlement à sa carrière de footballeuse des études de commerce et de marketing. Elle est titulaire d'un DUT Techniques de commercialisation et aimerait, une fois sa carrière terminée, occuper une fonction de commerciale dans le domaine du sport.